# Политическая партия радикалов
Политическая партия радикалов (нидерл. Politieke Partij Radikalen, ППР) — левохристианская и зелёная политическая партия в Нидерландах, представлявшая прогрессивных католиков, а затем — экологические и антивоенные движения. ППР существовала в 1968—1990 годах и объединилась с другими левыми партиями в «Зелёных левых» (GroenLinks) в 1991 году.

## История партии

### До 1968 года: истоки ППР
Основание ППР связано с формированием кабинета Де Йонга и Христианско-демократического призыва (ХДП).
После всеобщих выборов 1967 года стало ясно, что будет сформирован правоцентристский кабинет из Антиреволюционной партии (АРП), Христианско-исторического союза, Католической народной партии (КНП) и Народной партии за свободу и демократию (НПСД). Прогрессивные силы в двух католических партиях (КНП и АРП) же надеялись на формирование левоцентристского кабинета с социал-демократической Партией труда (PvdA).
В марте 1967 года группа «сожалеющих избирателей» (членов АРП, которые сожалели о том, что проголосовали за эту партию) опубликовала в протестантской газете «Trouw» обращение к руководству, указывая, что их левые «евангелически радикальные» идеалы ARP не могут быть реализованы в кабинете с экономически праволиберальной НПСД. Вместе с недовольными из КНП они сформировали «Американскую группу» (названную так по месту их собраний — отелю Americain), в состав которой входили отец и сын де Гай Фортманы из АРП, бывший премьер-министр от КНП Йо Калс и будущий премьер-министр Рууд Любберс. В мае они стали официально называться Рабочей группой христианских радикалов и оказывать некоторое влияние на курс КНП.
Однако в феврале 1968 года лидеры КНП (Норберт Шмельцер), АРП (Баренд Бисхевёл) и ХИС (Юр Меллема) объявили о более тесном сотрудничестве, в конечном итоге приведшем к формированию Христианско-демократического призыва в 1974 году. В этой связи развеялись и надежды христианских радикалов на прогрессивный союз их партий с социал-демократами.

### 1968—1977: христианские союзники социал-демократов

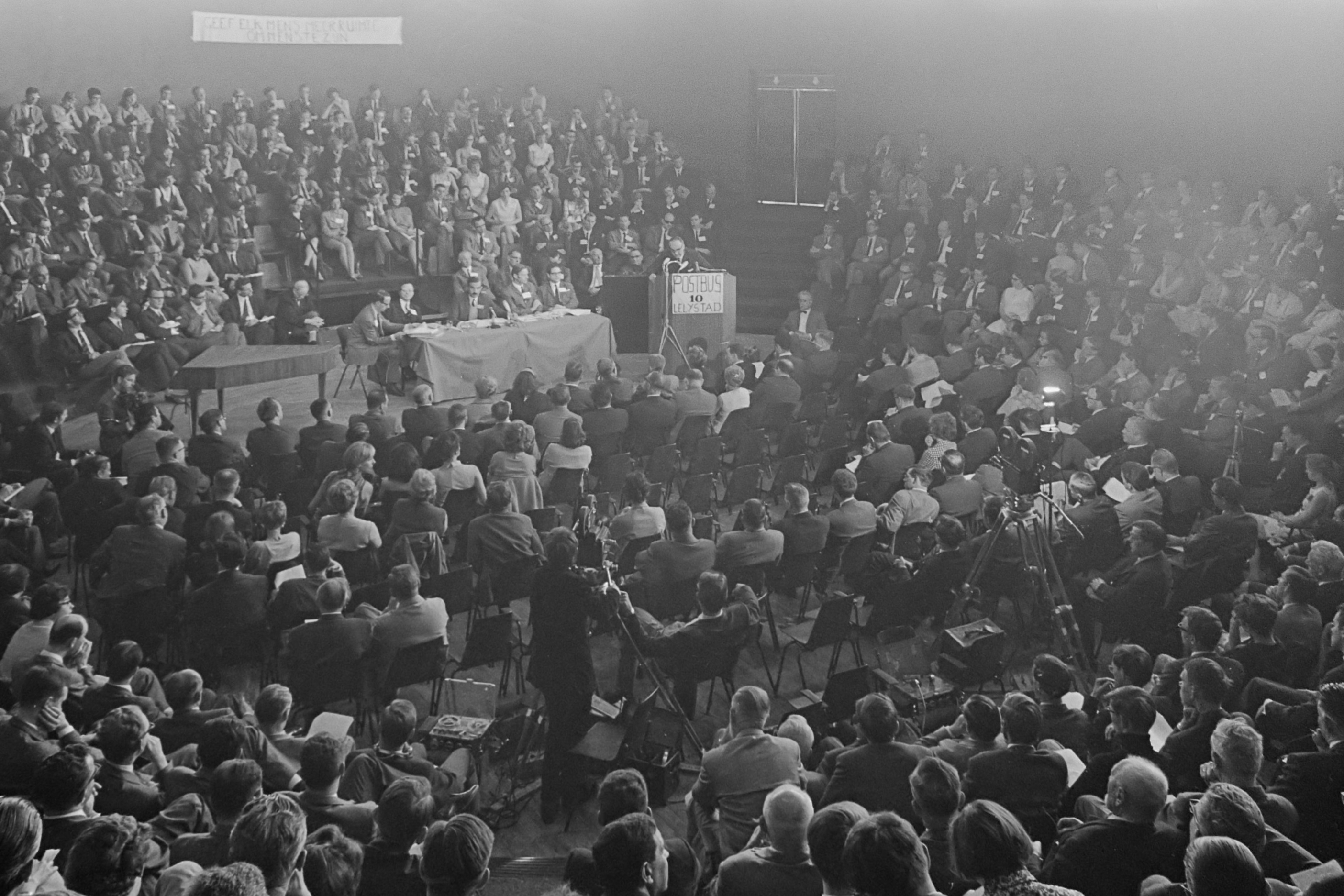
Съезд ППР в Дронтене, 1968 год

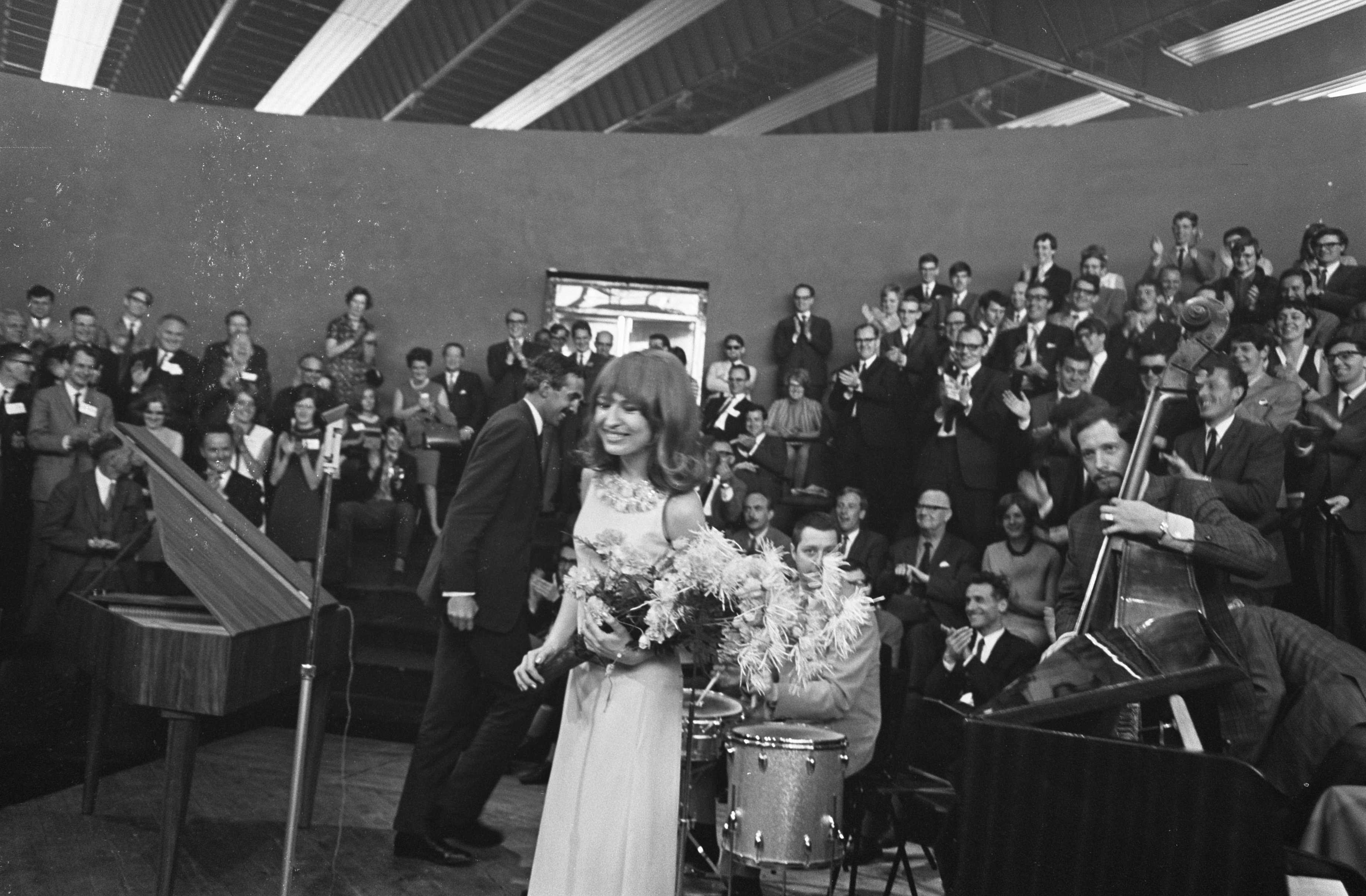
Певица и актриса Лисбет Лист на съезде ППР, 1968 год

27 апреля 1968 года часть группы католических радикалов покинула КНП и образовала Политическую партию радикалов (ППР); при этом видные радикалы, такие как Любберс и Калс, за ними не последовали. Группа радикальных депутатов КНП во главе с Жаком Аарденом сформировала собственную парламентскую группу. К партии присоединились некоторые видные «сожалеющие избиратели» АРП, включая Баса де Гаая Фортмана.
Партия начала тесно сотрудничать с Партией труда, недавно основанной леволиберальной партией Демократы 66 (D66) и первоначально с левой Пацифистской социалистической партией (ПСП) в рамках так называемых Прогрессивных соглашений (PAK). Партии предложили общие предвыборные манифесты и сформировали теневой кабинет, однако ПСП вышла из переговоров, не найдя эту коалицию ни пацифистской, ни достаточно социалистической. ППР участвовала в всеобщих выборах 1971 года в составе PAK и получила только два места (из 52 мандатов коалиции). Некоторые видные члены покинули ППР, сочтя, что партия провалилась, а правительство сформировали АРП, КНП, ХИС, НПСД и Демократические социалисты '70.
На парламентских выборах 1972 года PAK уже получила 56 мест, из них ППР под началом Фортмана-младшего — 7. Продолжение правоцентристского кабинета Бисхевёла, протянувшего менее года после выборов, стало невозможным. Единственная возможность — левоцентристское правительство коалиции PAK и христианско-демократических партий; компромисс был найден в форме прогрессивного кабинета Йоханнеса Мартена ден Ойла, состоявшего из Партии труда, D66, ППР и представителей прогрессивных крыльев АРП и КНП (включая бывших радикалов, таких как Любберс и Фортман-старший). ППР получила двух министров (и одного государственного секретаря) — Гарри Ван Дорн стал министром по делам культуры, отдыха и социальной работы, а Бой Трип — министром без портфеля по науке. Однако сотрудничество с партиями, ряды которых члены ППР только недавно покинули, привело к значительным потрясениям внутри партии. Съезд партии принял резолюцию о том, что она впредь не будет формировать правительство с этими силами.
Перед выборами 1977 года Фортмана в качестве лидера ППР сменила Рия Беккерс. Результаты выборов были неудачными для меньших левых сил (в частности, ППР потеряла четыре места) — многие их сторонники решили голосовать за Партию труда из-за напряжённой конкуренции между премьер-министром PvdA Йопом ден Ойлом и его конкурентом-христианским демократом Дрисом ван Агтом.

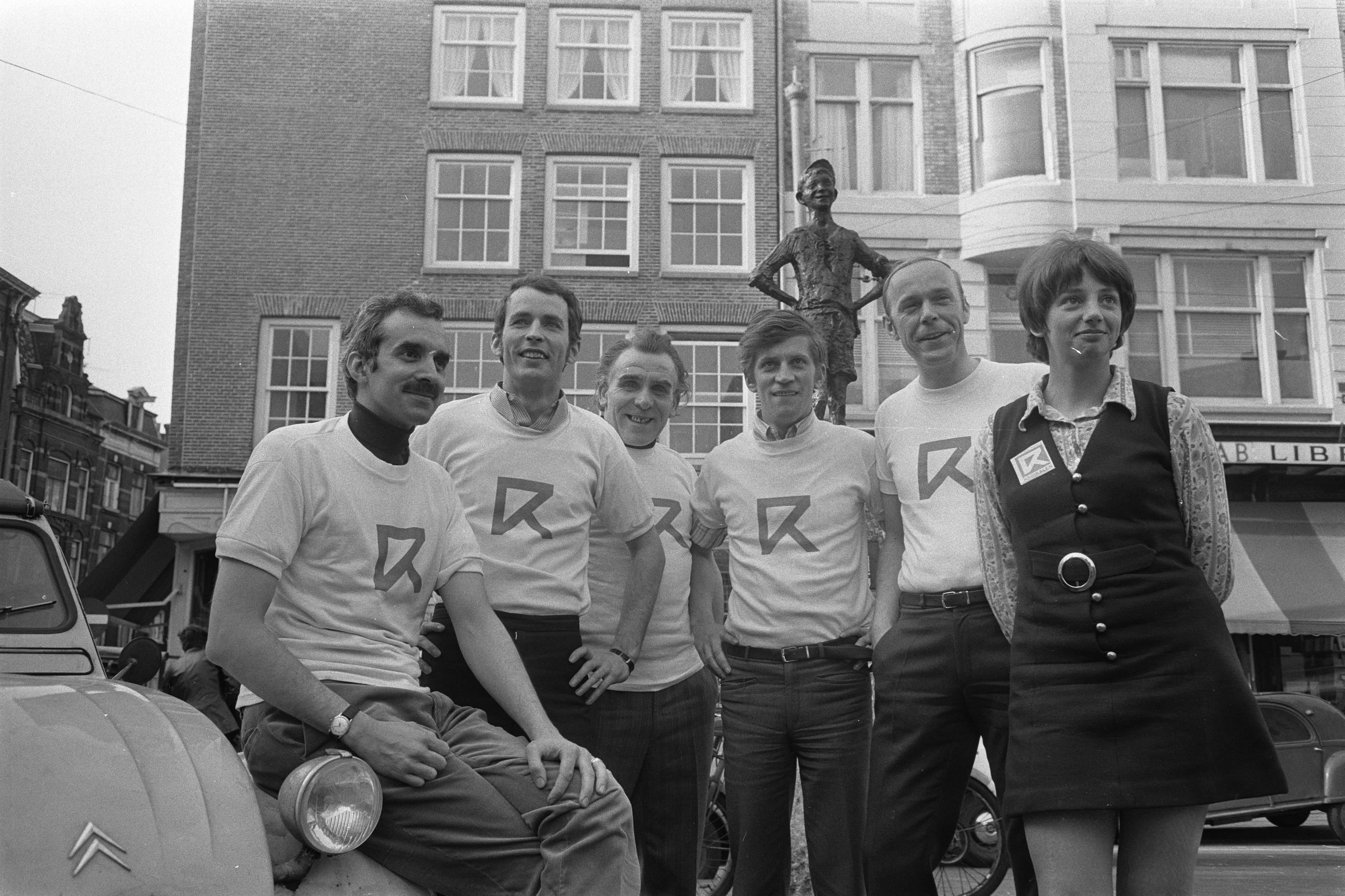
Кандидаты ППР на местных выборах в Амстердаме, 1970 год

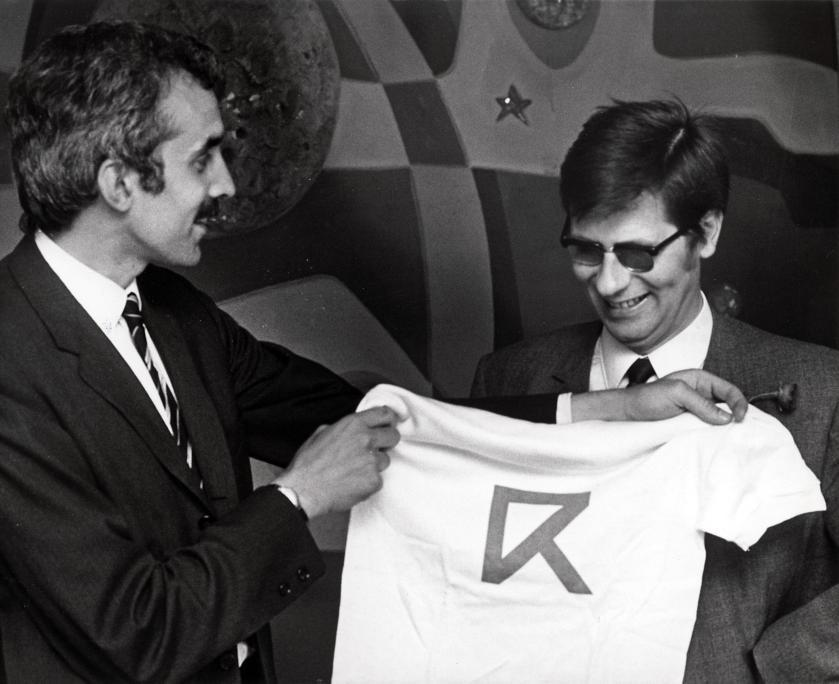
Жак Тоннар получает от Эрика Юргенса футболку с партийной символикой в связи с избранием председателем ПНР, 1970 год

### 1981—1989: переориентация на зелёный курс и коалицию левых
В 1979 году, после первых прямых выборов в Европейский парламент, ППР была вовлечена в Координацию европейских зеленых и радикальных партий (CEGRP) и в её неудачные усилия по созданию единой общеевропейской платформы для зеленой и радикальной политики.
В начале 1980-х годов важной политической проблемой стали планы по размещению в Европе американского ядерного оружия. ППР участвовала в организации национальных демонстраций против ядерного оружия, и в массовых акциях протеста в 1981 и 1983 годах приняли участие более 80 % членов партии.
В дискуссиях вокруг будущего ППР выделились три внутрипартийных фракции. Многих из основателей партии и бывших министров (группу Годебальд) устраивала роль сателлитов Партии труда. Левое крыло (группа Вагенинген) стремилось сотрудничать с Пацифистской социалистической партией и Коммунистической партией Нидерландов. Остальные (в том числе Фортман-младший и бывший член движений Прово и кабутеров Роэль ван Дёйн) собирались реформировать партийный курс и продолжать в качестве независимой партии зелёных. 
На съезде ППР в 1981 году делегаты выбирали между этими вариантами, получившими цветовую кодировку: «красным» (сотрудничество с ПСП и КПН), «синим» (сотрудничество с D66 и PvdA) и «зелёным» (независимая партия); по итогу, сформировался союз «красных» и «зелёных». Партия решила разорвать свой альянс с D66 и PvdA и идти на сближение с более радикальными левыми, при этом пытаясь придать будущей коалиции зелёную идентичность. На всеобщих выборах 1981 года ППР сохранила свои три места. После выборов была сформирована кабинет CDA/PvdA/D66 — продолжение правительства ден Ойла, но уже без ППР. Кабинет министров пал спустя несколько месяцев в последующих выборах 1982 года, на которых ППР потеряла одно место. Однако в 1985 году в её парламентской группе снова стало трое депутатов, когда к ней присоединился отколовшийся от ХДП в 1983 году Стеф Дейкман.
Сотрудничество ППР с пацифистскими социалистами и коммунистами происходило в основном на муниципальных и провинциальных выборах и внутри законодательных органов, поскольку для получения мест на таких выборах необходим более высокий процент голосов. На выборах в Европарламент 1984 года ППР, КПН и ПСП сформировали Зелёное прогрессивное соглашение и получили одно место, которое по принципу ротации занимали представители ППР и ПСП. Члены этих партий также тесно взаимодействовали в низовом внепарламентском протесте против ядерной энергии и ядерного оружия. Однако сотрудничество ПСП и КПН с ППР утруднялось её несколько большей представленностью в избираемых органах и тем, что они рассматривали свою союзницу как несоциалистическую партию.

### 1989—1991: создание «Зелёных левых»
В 1989 году ПСП начала переговоры об объединении с другими «малыми левыми» — радикалами и коммунистами. Их инициатива была поддержана открытым письмом деятелей профсоюзов, экологических движений и искусства, призывавших к созданию политической формации левее PvdA. После долгих переговоров, на которые оказало давление падение второго кабинета Любберса и последовавшие досрочные выборы 1989 года, ППР вошла в электоральный список «Зелёные левые» с ПСП, КПН и ещё одной левохристианской по происхождению силой — Евангелической народной партией. Список возглавляла представительница ППР Рия Беккерс, ставшая председателем парламентской фракции «Зелёных левых». В 1991 году ППР, как и прочие составляющие коалиции, самораспустилась и влилась в единую партию «Зелёные левые». Однако единственный член Европарламента от «Зелёных левых» — бывший лидер ППР Вербеек — отказался уступать своё депутатское кресло в Европейском парламенте бывшему члену ПСП. Он остался независимым евродепутатом и возглавил список «Зелёных» на европейских выборах 1994 года, не снискавший успеха.
Политическая партия радикалов оставила значительный след на «Зелёных левых», в которых экологические идеалы по-прежнему играют важную роль.

## Идеология

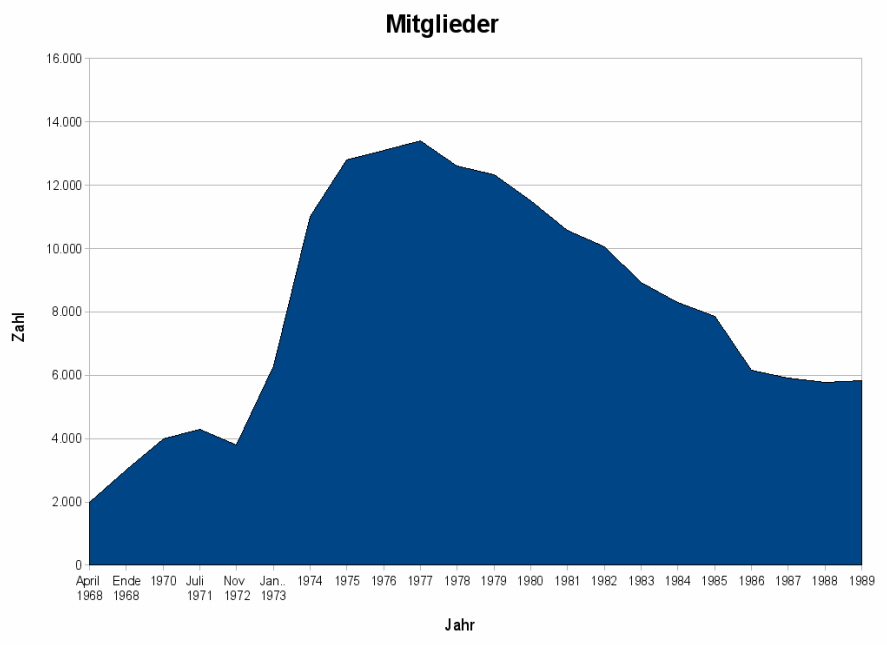
Членство в ППР на протяжении истории партии

Хотя партия имела христианские (католические) истоки, она осудила прямую связь между религией и политикой (отсюда и отказ от использования в названии слова «христианских»). ППР может рассматриваться как ранняя партия зеленых с постматериалистической повесткой дня, включающей защиту окружающей среды, развитие стран «третьего мира», ядерное разоружение, демократизацию экономики и демократию на низовом уровне. Партия выступала за реализацию базового дохода.
За время своего существования партия превратилась из христианского союзника Партии труда (PvdA) с корнями в католическом профсоюзном движении в партию левее PvdA, связанную с экологическим движением.